# 关桥乡
关桥乡，是中华人民共和国宁夏回族自治区中卫市海原县下辖的一个乡镇级行政单位。

## 行政区划
关桥乡下辖以下地区：
王湾村、麻春村、罗山村、冯湾村、张湾村、贺堡村、方堡村、关桥村、脱场村、马湾村和八斗村。